# 拉马塔德莱德斯马
拉马塔德莱德斯马，是西班牙卡斯蒂利亚-莱昂萨拉曼卡省的一个市镇。 总面积39平方公里，总人口148人（2001年），人口密度4人/平方公里。